# Picot esquitxat
El picot esquitxat (Campethera punctuligera) és una espècie d'ocell de la família dels pícids (Picidae) que habita les sabanes d'Àfrica Occidental i Central, des del Senegal, Gàmbia, sud de Mauritània, Burkina Faso, Guinea Bissau i Guinea, cap a l'est, fins a Sudan del Sud i el nord-est de la República Democràtica del Congo.